# 廈仲阿旺益喜
廈仲阿旺益喜（?—?），西藏后藏人，中华民国大陆时期政治人物。

## 生平
1907年，九世班禅额尔德尼派廈仲阿旺益喜赴北京处理后藏事宜。
1913年，九世班禅额尔德尼派廈仲阿旺益喜为代表到北京向中央政府陈述西藏情况。蒙藏事务局呈请大总统袁世凯给予奖叙并加封名号，获大总统袁世凯照准。蒙藏事务局乃发布训令称，“中华民国二年五月二十一日，奉大总统令：‘蒙藏事务局呈称：西藏卓呢纳厦仲阿旺益喜，顷向共和，来京谒见，请予奖叙。等语。厦仲阿旺益喜输诚纳赆，忠顺可嘉，应即给予诺们罕名号，用昭激劝。此令。’等因。相应令行该喇嘛查照虑遵可也。此令。”
1913年，廈仲阿旺益喜当选中华民国第一届国会参议院议员。同年，他任政治会议议员。1917年，他任第二次中华民国临时参议院议员。